# ووهان ثري تاونز
نادي ووهان ثري تاونز لكرة القدم (بالصينية: 武汉三镇足球俱乐部) هو نادِ كرة قدم صيني مقره في مدينة ووهان تأسس عام 2013.
توج بلقب الدوري الصيني الممتاز للمرة الأولى موسم 2022 ليشارك في دوري أبطال آسيا للمرة الأولى في تاريخه موسم 2023–24، كما أحرز لقب كأس السوبر الصيني 2023.

## وصلات خارجية
- الموقع الرسمي (بالصينية)